# 김대진 (연출가)
김대진은 대한민국의 텔레비전 드라마 연출감독이다. 강엔터테인먼트, 메가몬스터 소속해있다.

## 학력 및 경력
- MBC 프로듀서
- 강엔터테인먼트 소속 프로듀서
- 메가몬스터 소속 프로듀서

## 드라마
- 1991년 ~ 2007년 MBC 단막극 《베스트극장》 ... 공동연출
- 2003년 MBC 월화 특별기획 드라마 《다모》 ... 조연출
- 2005년 MBC 주말 특별기획 드라마 《제5공화국》 ... 조연출
- 2006년 MBC 저녁 일일연속극 《사랑은 아무도 못말려》 ... 공동연출
- 2007년 MBC 일요 미니시리즈 《옥션하우스》 ... 조연출
- 2008년 MBC 주말연속극 《내 인생의 황금기》 ... 공동연출
- 2009년 ~ 2010년 MBC 저녁 일일연속극 《살맛 납니다》 ... 연출
- 2011년 ~ 2012년 MBC 저녁 일일연속극 《오늘만 같아라》 ... 연출
- 2014년 MBC 주말 특별기획 드라마 《호텔킹》 ... 조연출
- 2016년 ~ 2017년 MBC 저녁 일일연속극 《황금주머니》 ... 공동연출
- 2018년 MBC 월화 미니시리즈 《나쁜 형사》 ... 공동연출
- 2022년 TVING 금요 미니시리즈 《돼지의 왕》 ... 공동연출
- 2023년 JTBC 주말 미니시리즈 《닥터 차정숙》 ... 공동연출